# Ocnogyna pallidior
Ocnogyna pallidior är en fjärilsart som beskrevs av Christopher 1884. Ocnogyna pallidior ingår i släktet Ocnogyna och familjen björnspinnare. Inga underarter finns listade i Catalogue of Life.